# Ricardo Brey
Ricardo Brey (* 1955 in Havanna) ist ein kubanischer Konzeptkünstler, Bildhauer, Installationskünstler und Zeichner.
1981 war Brey, mit Ana Mendieta und Gustavo Pérez Monzón, Teilnehmer der Gruppenausstellung „Volumen I“ im Centro de Arte Contemporáneo Wifredo Lam in Havanna. Die Ausstellung verursachte einen Skandal in der kubanischen Kunstwelt und zog 8000 Besucher in zwei Wochen an. Der Bruch mit der kubanischen Kunsttradition war spektakulär, die präsentierten konzeptuellen Kunstwerke standen im krassen Kontrast zu den Malereien und Skulpturen, die das kubanische Publikum zu sehen gewohnt war.
Jan Hoet entdeckte 1990 Breys Arbeit auf der 3. Biennale von Havanna. Seit 1991 lebt Ricardo Brey in Belgien. 1992 nahm er an der documenta IX in Kassel teil und gab die dort ausgestellte Installation als Dauerleihgabe dem Stedelijk Museum voor Actuele Kunst.
Themen seiner künstlerischen Arbeit sind das Verhältnis von Mensch und Natur, die Interaktion zwischen verschiedenen Kulturen und Religionen. Brey setzt sich mit der kulturellen Identität von Menschen, insbesondere mit seiner eigenen Verwurzelung in der afrokubanischen Kultur auseinander.
Ricardo Brei erhielt 1997 ein Guggenheim-Stipendium und 1998 den Prijs van de Vlaamse Gemeenschap.
Das grafische Projekt Universe (2002–2006), umfasst 1004 Zeichnungen, wurde im Stedelijk Museum voor Actuele Kunst gezeigt und erweckt den Eindruck, eine Enzyklopädie der verschiedenen, von Brey genutzten Materialien und Techniken zu sein. Annex (2003–2009) hat Fische, Vögel, Insekten, Pflanzen und den Mond als Motive. Fuel to the fire wurde 2015 im Museum van Hedendaagse Kunst Antwerpen ausgestellt. Die Einzelausstellung The Futility of Good Intentions fand 2014 im Museo Nacional de Bellas Artes statt. 2015 war Brey Teilnehmer der 56. Biennale di Venezia.